# Gábor Financsek
Gábor Financsek (Pécs, 27 de agosto de 1985) es un deportista húngaro que compitió en natación. Ganó dos medallas de bronce en el Campeonato Europeo de Natación de 2016, en las pruebas de 4 × 100 m estilos y 4 × 100 m estilos mixto.

## Palmarés internacional
| Campeonato Europeo | Campeonato Europeo    | Campeonato Europeo | Campeonato Europeo      |
| Año                | Lugar                 | Medalla            | Prueba                  |
| ------------------ | --------------------- | ------------------ | ----------------------- |
| 2016               | Londres (Reino Unido) | Medalla de bronce  | 4 × 100 m estilos       |
| 2016               | Londres (Reino Unido) | Medalla de bronce  | 4 × 100 m estilos mixto |